# Georgi Konstantinov
 (juin 2023).
La mise en forme du texte ne suit pas les recommandations de Wikipédia : il faut le « wikifier ».
Les points d'amélioration suivants sont les cas les plus fréquents. Le détail des points à revoir est peut-être précisé sur la page de discussion.
- Les titres sont pré-formatés par le logiciel. Ils ne sont ni en capitales, ni en gras.
- Le texte ne doit pas être écrit en capitales (les noms de famille non plus), ni en gras, ni en italique, ni en « petit »…
- Le gras n'est utilisé que pour surligner le titre de l'article dans l'introduction, une seule fois.
- L'italique est rarement utilisé : mots en langue étrangère, titres d'œuvres, noms de bateaux, etc.
- Les citations ne sont pas en italique mais en corps de texte normal. Elles sont entourées par des guillemets français : « et ».
- Les listes à puces sont à éviter, des paragraphes rédigés étant largement préférés. Les tableaux sont à réserver à la présentation de données structurées (résultats, etc.).
- Les appels de note de bas de page (petits chiffres en exposant, introduits par l'outil «  Source ») sont à placer entre la fin de phrase et le point final[comme ça].
- Les liens internes (vers d'autres articles de Wikipédia) sont à choisir avec parcimonie. Créez des liens vers des articles approfondissant le sujet. Les termes génériques sans rapport avec le sujet sont à éviter, ainsi que les répétitions de liens vers un même terme.
- Les liens externes sont à placer uniquement dans une section « Liens externes », à la fin de l'article. Ces liens sont à choisir avec parcimonie suivant les règles définies. Si un lien sert de source à l'article, son insertion dans le texte est à faire par les notes de bas de page.
- La présentation des références doit suivre les conventions bibliographiques. Il est recommandé d'utiliser les modèles {{Ouvrage}}, {{Chapitre}}, {{Article}}, {{Lien web}} et/ou {{Bibliographie}}. Le mode d'édition visuel peut mettre en forme automatiquement les références.
- Insérer une infobox (cadre d'informations à droite) n'est pas obligatoire pour parachever la mise en page.

Pour une aide détaillée, merci de consulter Aide:Wikification.
Si vous pensez que ces points ont été résolus, vous pouvez retirer ce bandeau et améliorer la mise en forme d'un autre article.
Pour les articles homonymes, voir Konstantinov.
Georgi Konstantinov Georgiev (connu dans certains cercles sous le surnom "L'Anarchie" ), est un anarchiste bulgare et auteur d'attentat. Il a été condamné en 1953 pour un attentat contre un monument à Staline. Dans la période 1973-1991, il était un émigré politique en France. Il est l'auteur de livres sur l'anarchisme et les activités de la Sûreté de l'État.

## Biographie
Georgi Konstantinov est né le 15 Mai 1933 à Gorna Jumaya, Royaume de Bulgarie. Diplômé en mathématiques. A 19 ans, il organise l'explosion du monument de Staline dans le jardin Boris à Sofia. Cela c'est produit le 3 mars 1953. Deux jours plus tard, le dictateur soviétique est mort. Seuls cela et le fait qu'il ait été certifié comme malade mental ont sauvé Konstantinov de la condamnation à mort. Il est allé en prison et a purgé 10 des 20 ans auxquels il a été condamné. Après une amnistie en 1962, il est libéré, mais reste sous la surveillance constante de la Sûreté de l'État. En 1973, il réussit à s'échapper par la Yougoslavie. Il s'installe en France et y vit jusqu'en 1991. Après l'amnistie, il est retourné à Sofia (il y a eu une condamnation à mort par contumace) pour vivre ses vieux jours en Bulgarie. Membre actif de la Fédération des anarchistes de Bulgarie, journaliste de La Pensée libre (Svobodna Misŭl, bul: Свободна мисъл), auteur de plusieurs ouvrages anarchistes, éditeur de Shrapnel.

## Participation à la vie politique
En 2007, Konstantinov a été proposé par le SDS comme membre de la Commission du dossier. Le 26 mars 2007 , la Commission nationale de la sécurité de l'information a officiellement rejeté sa candidature. L'occasion est de 25 volumes de données du Service de sécurité nationale sur l'activité terroriste de sa part.

### Souvenirs
- "Devenez esclaves! Je n'attelerai pas..." Roman de fiction documentaire. Sofia: Shrapnel, 2005.
- Kaléidoscope infernal (Mémoires du prisonnier), Partie 1 – 2. Sofia: Shrapnel, 2006, 383 p.
- En avant et si le chemin mène au Calvaire! Souvenirs de l'époque du socialisme mature, tomes 1 et 2. Sofia : Shrapnel, 2009.
  - item 1: « Allez-y même si le chemin mène au Calvaire! »(Archive.org • Wikiwix • Archive.is • Google • Que faire ?)
  - Point 2: « La liberté, Sancho, est une grande chose »(Archive.org • Wikiwix • Archive.is • Google • Que faire ?)
- Mémoires d'émigrants - item 1, item 2 et item 3.

### Analyses
- Pensées (plus) de poudre à canon (articles 1974 - 1989). Sofia: éclats d'obus, 2004, 359 p.
- Arrive-t-elle... la révolution sociale mondiale (Rapport avant le 9e congrès de la FAB).
- Les révolutions robotique et biotechnologique, Agriculture et nutrition humaine: enjeux et solutions. Sofia : Shrapnel, 2000, 47 p.
- La résistance contre DS était-elle possible?. Sofia: éclats d'obus, 2001.
- Avec des mots au lieu de puces. Sofia: éclats d'obus, 2001.
- Anti-histoire slave-bulgare.
- La fin de l'État et du capital. Sofia: éclats d'obus, 2000, 320 p.

### Traductions
- Невидимият комитет, « Идващият бунт », ФАБ
- Регионален съюз в Рона-Алпи на Федерацията, « Един проект за социална революция », ФАБ
- (ru) Михаил Бакунин, « Избрани страници за и от него », Шрапнел,‎ 2004

- Росен, Георги Елезов, Константинов, Последната свобода на Георги Константинов,‎ 4 avril 2019, 90 min (lire en ligne) [3]

## Remarques
1. ↑  Светослава Банчева, „Анархистът Георги Константинов – от взривения паметник на Сталин, през затвора и бягството във Франция“, e-vestnik, 19 ноември 2008 г.
2. ↑  « „ДКСИ потвърди отказа Георги Константинов да е член на комисията по досиетата“ » (consulté le 10 septembre 2013)
3. ↑  Ивайла Александрова, « Филм за Анархията », bnr.bg,‎ 4 avril 2019 (consulté le 7 avril 2023)